# Christopher González

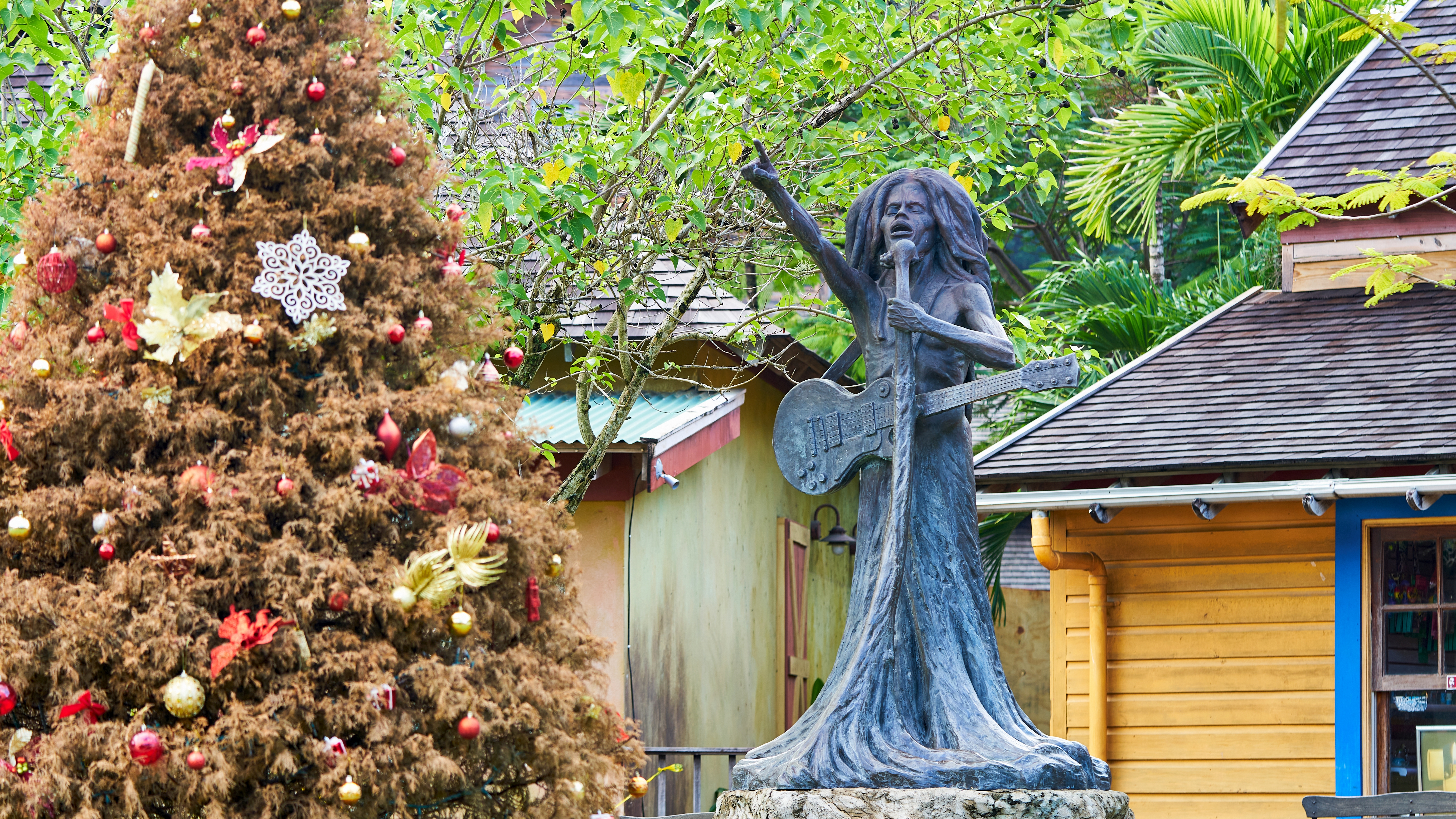
Estatua de Bob Marley por Christopher González

Christopher González (Kingston, 1943 - Montego Bay, 2 de agosto de 2008) fue un escultor expresionista y pintor jamaicano.

## Datos biográficos
González nació en Kingston, Jamaica, en 1943. Su padre era de Puerto Rico y su madre de Jamaica. González se graduó en la Jamaica School of Art (The Edna Manley College of the Visual and Performing Arts) en 1963 en la especialidad de escultura, Posteriormente fue nombrado miembro facultado de la escuela. González obtuvo su Maestría en Bellas Artes en el California College of Arts and Crafts. Fue profesor en escuelas e instituciones de Jamaica, California y Atlanta, Georgia, durante su carrera.
Estuvo influido por Edna Manley y Pablo Picasso
Trabajó y vivió en el sector de la Parroquia de Santa Ana con su esposa y familia.
González es principalmente conocido por su estatua de Bob Marley de 9 pies de altura (2.7 , etros), que actualmente se expone en el museo de Ocho Rios, Jamaica. La estatua abstracta  retrata a Marley con un tronco de árbol para la parte superior del cuerpo y una cara distorsionada. A la estatua le arrojaron frutas y piedras los seguidores de Marley furiosos cuando estaba expuesta en Kingston, Jamaica, en 1983 en el segundo aniversario de su muerte.
González fue también conocido por la creación de dos relieves en bronce que conmemoran la independencia de Jamaica de Gran Bretaña. También trabajó en la tumba del fundador primer ministro de Jamaica, Norman Washington Manley. Entre las obras de González presentes en Jamaica se pueden citar como ejemplos el Jamaica National Heroes' Memorial, la National Gallery of Jamaica, la residencia del  primer ministro y el Banco de Jamaica. También presentó exposiciones tanto colectivas como individuales en Jamaica, los Estados Unidos, Dinamarca, Cuba, Canadá y México.
González fue galardonado con diversos premios de arte a lo largo de su carrera como el primer premia en la competencia del Festival de Bellas Artes de Jamaica en 1965. Fue también galardonado con la Jamaican Silver Musgrave Medal en 1974.
Christopher González falleció de cáncer el 2 de agosto de 2008, en el Cornwall Regional Hospital de Bahía Montego, a la edad de 65 años. Le sobrevivió su esposa, Champayne Clarke-Gonzalez, y seis hijos Chinyere, Odiaka, Asha, Christina, Abenah y Nailah González.